# Топачевский, Александр Викторович
Александр Викторович Топачевский (13 марта 1897, Бобровка Киевская губерния Российская империя — 1 декабря 1975, Киев УССР СССР) — советский ботаник и гидробиолог, академик АН УССР (1972-75).

## Биография
Родился 13 марта 1897 года на хуторе Бобровка Киевской губернии.
В 1930 году окончил Киевский институт народного образования. С 1932 по 1952 год работал в институте ботаники АН УССР, одновременно с этим с 1935 года преподавал в КиевГУ, в 1959 году он получил звание профессора. С 1959 по 1973 год Александр Викторович возглавлял Институт гидробиологии. С 1973 года — на пенсии.
Скончался 1 декабря 1975 года в Киеве. Похоронен на Байковом кладбище.

## Личная жизнь
Александр Топачевский женился на Марии Макаревич. Сын Андрей (1939) стал кинодраматургом, писателем и публицистом.

## Научные работы
Основные научные работы посвящены морфологии, систематике и филогении водорослей, а также санитарной и технической гидробиологии.
- Выступал с критикой жгутиковой теории происхождения водорослей.
- Сформулировал идею первичности амёбоидных форм.

## Научные труды и литература
- Топачевский А. В. Вопросы цитологии, морфологии, биологии и филогении водорослей.— Киев.: Изд-во АН УССР, 1962.— 236 с.

## Членство в обществах
- Вице-президент Всесоюзного гидробиологического общества.
- Председатель Украинского отделения ВГО (1965—75).

## Память
- В Киеве на здании Института географии (ул. Владимирская, 44) установлена доска в память об Александре Топачевском.